# Afa (mitologia)
Afa, na mitologia polinésia de Samoa, era confundido com um deus da tempestade, o que não é verdadeiro. A palavra Afa significa, simplesmente, "tempestade".